# Cerchezu
Cerchezu est une commune du județ de Constanța en Roumanie. La commune est située dans une zone rurale et est entourée par des collines et des forêts. Elle est traversée par la rivière Tisu et comprend plusieurs villages, tels que Comana et Tuzla.
L'économie locale de la commune est basée sur l'agriculture, l'élevage et l'exploitation forestière. Il y a également quelques petites entreprises locales, telles que des commerces de proximité et des services de restauration.
Cerchezu possède aussi plusieurs sites touristiques, notamment une église orthodoxe du XIXe siècle, ainsi que des sentiers de randonnée dans les collines environnantes et des plages sur la mer Noire.